# Die dritte Eskadron
Die dritte Eskadron ist ein deutsches Stummfilm-Militärlustspiel aus dem Jahre 1926 von Carl Wilhelm mit einem von Claire Rommer, Ernst Verebes, Camilla Spira, Ressel Orla, Ralph Arthur Roberts und Fritz Spira als Kaiser Franz Joseph angeführten Darstellerensemble. Die schwankhafte Geschichte basiert auf der gleichnamigen Vorlage von Bernhard Buchbinder.

## Handlung
Österreich-Ungarn zur Zeit Kaiser Franz Joseph I.: In der dritten Eskadron der k.u.k.-Monarchie geht es drunter und drüber. Diverse Offiziere haben sich an allerlei ausgelassenen Streichen beteiligt, sodass sich die Militärführung genötigt sieht, das Husarenregiment aus Wien zu verbannen und in die ungarische Provinz, nach Klein-Dobberau, zu versetzen. Der Strafversetzung folgen die flotte Tänzerin Mizzi Blank, der ein Verhältnis gleich mit der gesamten Eskadron nachgesagt wird, und der wieselflinke Regiments-Finanzier Max Freundlich. Im Hotel Habsburg finden die Offiziere zunächst eine leidlich standesgemäße Unterkunft. Hier erscheint eines Tages der Rittmeister der Reserve von Mikosch mit seiner jungen Tochter Ilonka, die wiederum seit Jahren mit dem feschen Husarenleutnant Edler verlobt ist. Edler, der sich so früh eigentlich noch nicht fest binden wollte, ist wie die meisten Offiziere der dritten Eskadron ein ziemlicher Hallodri und bandelt, seinem Namen wenig Ehre tuend, ebenfalls mit Mizzi an. 
Reserveoffizier Mikosch möchte die allzu lebenslustigen Schlawiner der dritten Eskadron etwas näher kennen lernen und lädt daher die Offiziere zu einem feucht-fröhlichen Abend mit Wein, Weib und Gesang ein. Edler liegt bereits sternhagelvoll unter dem Tisch, da schreckt alle Anwesenden die Nachricht auf, dass der Oberst des Husarenregiments unerwartet eingetroffen sei, um bei den disziplinlosen Husaren eine Truppeninspektion durchzuführen. Sofort rappeln sich alle auf, selbst der noch reichlich alkoholbenebelte Leutnant Edler. So schnell gelingt es ihm jedoch nicht, wieder nüchtern zu werden, und prompt fällt er bei der Inspektion vor dem wachen Auge des Herrn Oberst vom Pferd. Mit Müh’ und Not gelingt es dem Tunichtgut, einen Unglücksfall vorzutäuschen.
Leutnant Edler ist schon seit geraumer Zeit in Julie, die Tochter seines Rittmeisters, verliebt und hat bei ihr ausnahmsweise ernste Absichten. Doch er wird wohl auf sie verzichten müssen, denn Edler ist ziemlich verschuldet und kann seine fälligen Wechsel nicht einlösen. So wird er wohl doch Ilonka heiraten müssen, die ihm weit weniger gefällt. Als Julie von der finanziellen Malaise erfährt, setzt sie Himmel und Hölle in Bewegung, um eine Lösung zu finden. Sie reist sogar nach Wien, um bei Kaiser Franz Joseph eine Audienz zu erbitten. Dieser gewährt sie und ermöglicht Julie den Erlass der damals üblichen Heiratskaution, sodass das junge Glück doch noch vor den Traualtar treten kann. Und so finden sich zum Happy End die zueinander passenden Paare: Während für Ilonka in Oberleutnant Huber, einem Freund Edlers, ein perfekter Ehemann gefunden wird, kann Leutnant Edler, nachdem Mikosch ihn generöserweise entschuldet hat, endlich seine Julie heiraten.

## Produktionsnotizen
Die dritte Eskadron entstand im Juli 1926 im Efa-Filmatelier sowie mit Außenaufnahmen in Wien, passierte die Filmzensur am 28. Juli 1926 und wurde am 13. August 1926 in Berlins Alhambra-Kino uraufgeführt. Der für die Jugend freigegebene Film besaß sieben Akte und war 2726 Meter lang. 
Hans Sohnle und Otto Erdmann gestalteten die Filmbauten. Willy Zeunert übernahm die Aufnahmeleitung. Walter Lichtenstein besorgte die Standfotos.

## Kritiken
Die Villacher Zeitung schrieb: „Der Film … bietet einen in seiner flotten Durchführung überaus lebensecht gezeichneten Ausschnitt aus dem Offiziersleben der alten Armee und strahlt sowohl infolge der feinen Regie als auch durch das im Milieu des Stoffes völlig aufgehende glänzende Spiel sämtlicher Darsteller eine Verve und ein Temperament aus, das mitreißend wirkt.“
Die Salzburger Chronik ging vor allem auf die Leistungen der einzelnen Mitwirkenden ein: „Artur Roberts als Rittmeister stellt eine glänzende Figur, Julius von Szoreghy ist das Muster eines lebenslustigen Landedelmannes und zugleich ein famoser Csardastänzer, Paul Morgan unübertrefflich als Militärarzt alten Schlages, groß im Essen und Trinken, aber mäßig in der Wissenschaft, während Siegfried Arno seine gebornen Anlagen zum jüdischen Offiziersdiener sehr humorvoll zur Geltung bringt. Claire Rommer ist ein geradezu faszinierend wirkendes Offizierskind, der auch der alte Kaiser nichts ausschlagen kann.“
Das stets sehr kritische Blatt Die Unzufriedene nannte die Produktion kurz und bündig einen „dummen Militärfilm.“